# Никольская церковь (Пинск, старое кладбище)
Никольская церковь — утраченный православный храм, находившийся в Пинске. Располагался в православной части кладбища на улице Спокойной.

## История
Никольский храм был построен в 1823 году из дерева, перестроен в XX веке на средства прихожан. Он был приписан к Свято-Фёдоровской церкви.
Церковь включена в Свод памятников истории и культуры Беларуси (1984 год). Храм не сохранился, остались две колонны притвора.
Из церкви происходит икона Божией Матери Одигитрии (первая половина XVII в.), которая хранится в Национальном художественном музее Республики Беларусь.

## Архитектура
Церковь является памятником архитектуры с чертами классицизма. Главный сруб такой же ширины, как и бабины, переходит в пятигранную апсиду. Бревенчатые дома покрыты общей крышей. Над нефом возвышается четырёхъярусная колокольня с главкой. Фасады украшены пилястрами. При входе крыльцо с 2 колоннами.

## Галерея

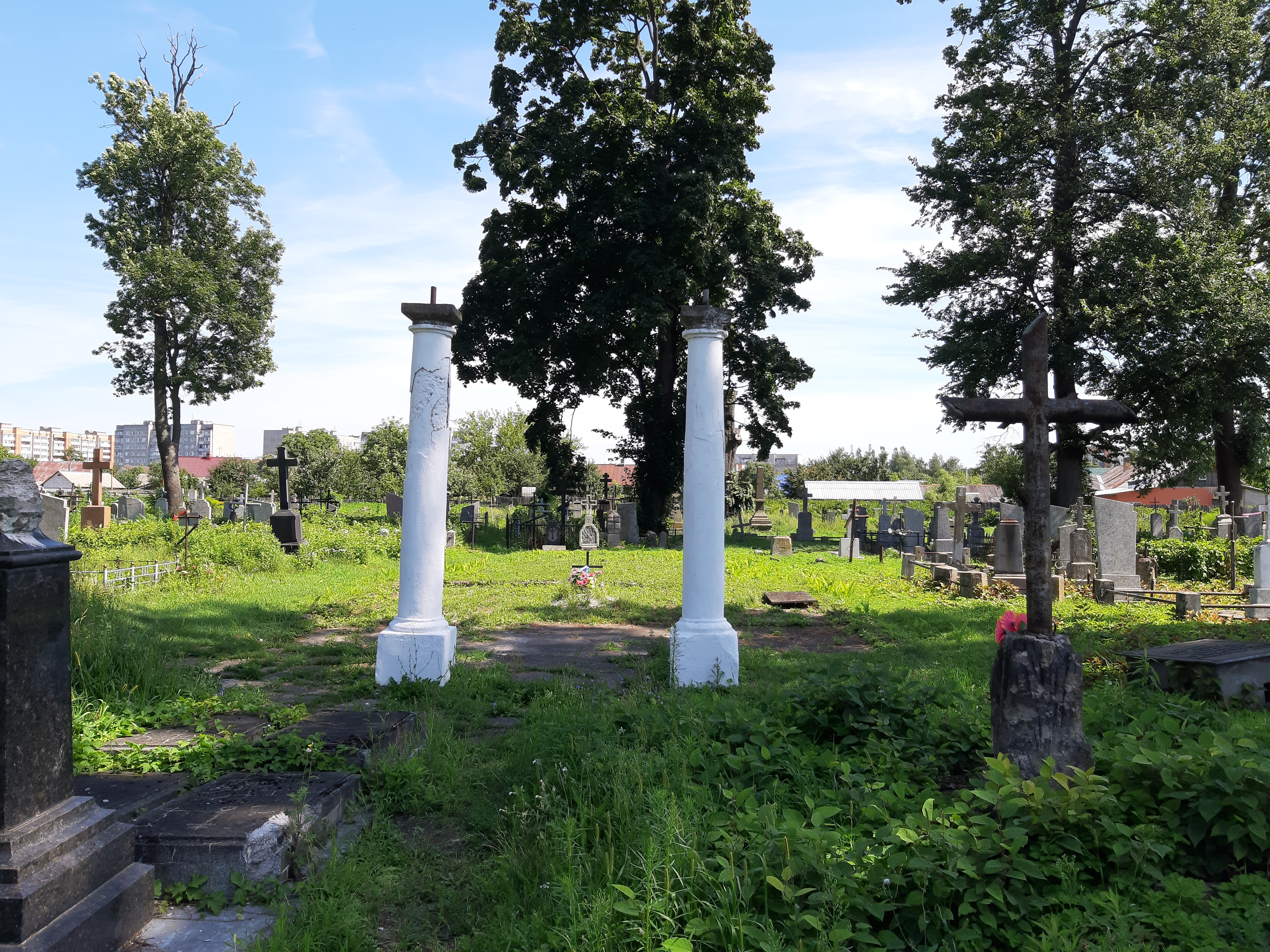
Колонны крыльца
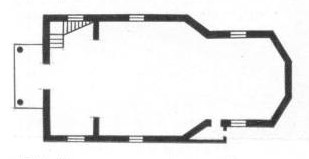
План церкви